# Klub Sportowy LUKS Chełmno
Klub Sportowy LUKS Chełmno – klub tenisa stołowego w Chełmnie. W sezonie 2015/2016 zespół występuje w rozgrywkach Ekstraklasy kobiet.

## Historia

### Lata 1971 – 1996
Początki klubu to rok 1971, przy Chełmińskim Domu Kultury Dzieci i Młodzieży (ChDKDiM) założono sekcję tenisa stołowego jako jedno z ośmiu kółek zainteresowań. Ówczesny dyrektor Zygfryd Piotrowski jako opiekuna zatrudnił Hilarego Golebskiego, który prowadził treningi trzy razy w tygodniu w Domu Harcerza: w piwnicy i sali lustrzanej. Po pierwszym sezonie 1971/1972 drużyna chełmińska zajęła w rozgrywkach „A” klasy czwarte miejsce. W sezonie 1973/1974 w klubie jako instruktor pracę rozpoczął L. Droszcz, który przez Młodzieżowy Dom Kultury (MDK)skierowany został na studia, na Akademię Wychowania Fizycznego w Poznaniu. Szkolenie przyszłych zawodników rozpoczęto od naboru dzieci ośmio- i dziewięcioletnich. Treningi odbywały się w MDK-u, Szkole Podstawowej nr 2, Szkole Podstawowej nr 4, a także w Liceum Ogólnokształcącym. Dokonano podziału na dwie grupy: początkującą i zawodników zaawansowanych. Corocznie w treningach uczestniczyło około 120 zawodników. Pod koniec lat 70. w rozgrywkach startowało 40 zawodniczek i zawodników. Zajęcia odbywały się codziennie, a niektórzy trenowali dwa, a nawet trzy razy dziennie. W latach 70. klub finansowany był przez Szkolny Związek Sportowy (pieniądze przeznaczone były na obozy sportowe i częściowe zatrudnienie instruktorów) a także przez chełmiński MDK.
- W 1981 roku odbyło się pierwsze walne zebranie sprawozdawczo-wyborcze, na którym uchwalono statut (03.VI.1981 – zatwierdzono), wybrano Zarząd.
- 24 października 1982 roku nastąpiło otwarcie sali „Pilawa”, przeznaczonej dla potrzeb tenisa stołowego.
- 1 października 1982 roku w Chełmnie rozpoczął działalność, jeden z trzech w kraju, Ośrodek Przygotowań Olimpijskich, który liczył 10 zawodniczek i zawodników Klubu MKS MDK „Ursus” Chełmno.
- W latach 1985–1988 Dyscyplinę sportową uprawiało około 50 do 100 dzieci, treningi odbywały się codziennie, wyjeżdżano na obozy szkoleniowe.
- Wraz ze zmianami polityczno-gospodarczymi w kraju klub przestał być dofinansowywany z Wojewódzkiej Federacji Sportu w Toruniu. Sytuacja zmusiła do szukania sponsorów.

### Lata 1997 – 2002
- W tych latach 1997 – 2002 w klubie odbywały się treningi codziennie, a nawet dwa razy dziennie. Przez sekcję przewinęło się ponad 400 dzieci i młodzieży.

### Sezon 2006 – 2007
- W sezonie 2006/2007 klub zmienił nazwę z MMKS na LUKS Chełmno.

## Sezon sportowy 2007 -2008

### Trenerzy
- Dariusz Kocoń
- Janusz Błażejewicz

### Zawodnicy
- Kamila Kocoń – pierwszy zespół II ligi kobiet
- Agnieszka Gołębiowska – pierwszy zespół II ligi kobiet
- Anika Kocoń – pierwszy zespół II ligi kobiet
- Monika Derkowska – pierwszy zespół II ligi kobiet
- Barbara Szeligowska – drugi zespół II ligi kobiet
- Martyna Dziadkowiec – drugi zespół II ligi kobiet
- Katarzyna Janeczek – drugi zespół II ligi kobiet
- Joanna Janeczek – pierwszy zespół II ligi kobiet
- Anna Szulc – drugi zespół II ligi kobiet
- Aneta Dziadkowiec – piąty zespół ligi młodzieżowej
- Natalia Szatkowska – piąty zespół ligi młodzieżowej
- Katarzyna Hennig – piąty zespół ligi młodzieżowej
- Zuzanna Błażejewicz – piąty zespół ligi młodzieżowej
- Sandra Kocoń – piąty zespół ligi młodzieżowej
- Zofia Olendrzyńska
- Agata Szczuka – piąty zespół ligi młodzieżowej
- Karolina Maćkowska
- Alicja Kwiatkowska
- Sandra Jendrzejewska
- Jowita Jabłońska
- Joanna Pawska
- Daniel Murawski – pierwszy zespół II ligi męski
- Tomasz Kurdyn – pierwszy zespół II ligi męski
- Tomasz Kurowski – pierwszy zespół II ligi męski
- Kazimierz Bajer – drugi zespół III ligi męski
- Mirosław Dziamba – trzeci zespół III ligi męski
- Piotr Glamowski
- Jakub Gryszan – drugi zespół III ligi męski
- Łukasz Dzikowski – pierwszy zespół II ligi męski
- Dawid Sulkowski – drugi zespół III ligi męski
- Mateusz Woskowicz – drugi zespół III ligi męski
- Krystian Gryszan – trzeci zespół III ligi męski
- Mateusz Dzikowski – drugi zespół III ligi męski
- Marcin Woskowicz – trzeci zespół III ligi męski
- Robert Dziamba – trzeci zespół III ligi męski
- Kamil Szczuka – czwarty zespół ligi młodzieżowej
- Jakub Gruszczyk – czwarty zespół ligi młodzieżowej
- Patryk Schiedel - czwarty zespół ligi młodzieżowej
- Mikołaj Komisarek - Zespół III ligi sezon 2010/2011
- Wojciech Gronowski – czwarty zespół ligi młodzieżowej
- Dawid Jordan – czwarty zespół ligi młodzieżowej
- Paweł Maćkowski – czwarty zespół ligi młodzieżowej
- Dawid Maćkowski – czwarty zespół ligi młodzieżowej
- Patryk Herbut – czwarty zespół ligi młodzieżowej
- Grzegorz Mika
- Paweł Bolt
- Mikołaj Melerski
- Oskar Słoma
- Paweł Szulc
- Mateusz Melkowski
- Szymon Gondek
- Jakub Treichel

## Osiągnięcia sportowe

### Sezon sportowy 1976/77
- Drużyna kobiet zagrała w dniach 4-6 X 76, w turnieju o wejście do II ligi. Po 5 porażkach dziewczęta nadal grały w „A” klasie.

### Sezon sportowy 1977/78
- I drużyna żeńska zajęła w rozgrywkach „A” klasy 2. miejsce i zagrała w turnieju barażowym o wejście do II ligi kobiet awansując do niej.

### Sezon sportowy 1978/79
- I drużyna żeńska w rozgrywkach II ligi zajęła 4. miejsce.

### Sezon sportowy 1979/80
- I drużyna żeńska 4. miejsce w rozgrywkach II ligi, II zespół kobiet startował w III lidze i zajął 6. miejsce, I drużyna męska awansowała do III ligi.
- Ewa Brzezińska została powołana na Mistrzostwa Europy Juniorek, które odbyły się w sierpniu 1980 roku w Poznaniu.

### Sezon sportowy 1980/81
- Zespół kobiecy zajął w rozgrywkach II ligi i po udziale w Turnieju Barażowym 15-16 V 1981 i zajęciu 3 miejsca awansował do I ligi. W tym czasie powstał przy klubie i działał pierwszy w Polsce Klub Kibica. Drużyna męska w rozgrywkach III ligi zajęła I miejsce i awansowała do II ligi.

### Sezon sportowy 1981/82
- W rozgrywkach I ligi drużyna kobieca zajęła 8. miejsce i spadła do II ligi. Pierwszy zespół męski uczestniczył w rozgrywkach II ligi i zajął 3. miejsce.
- W lipcu 1982 roku E.Brzezińska wyjechała do Hollabrumn na Mistrzostwa Europy Juniorów, wraz z E.Gracek wywalczyły brązowy medal drużynowo. W dniach 26 VI - 14 VII 1982 roku M.Bielewska i G.Sieracki wraz z trenerem L.Droszczem wyjechali z Kadrą Polski do Korei Północnej na Międzynarodowe Mistrzostwa.

### Sezon sportowy 1982/83
- Pierwszy zespół żeński w II lidze zajął I miejsce i w Łomży grał w Turnieju Barażowym awansując do I ligi. Pierwszy zespół męski w II lidze zajął 2. miejsce. Sezon indywidualny został rozpoczęty wyjazdami zawodników MKS MDK Chełmno na turnieje międzynarodowe: E.Brzezińska do Helsinek, G.Sieracki do Czechosłowacji, a M.Bielewska do Bułgarii. 15 X 1982 M.Bielewska wystąpiła w meczu europejskiej superligi.
- E.Brzezińska została powołana na mecz ligi europejskiej przeciwko Szwecji (była rezerwową), a następnie wyjechała na Międzynarodowe Mistrzostwa Francji.
- W dniach 1-3 VII 83 r. odbywały się Międzynarodowe Mistrzostwa Włoch Juniorów w których zagrała E.Brzezińska zajmując indywidualnie 5-8. miejsce, debel 2. miejsce z E. Gracek, mixt 3. miejsce z M. Pierończykiem.

### Sezon sportowy 1983/84
- Pierwszy zespół kobiecy wywalczył tytuł Wicemistrza Polski – największy sukces ligowy drużyny MKS MDK, drużyna męska zajęła w II lidze 1. miejsce i walczyła w barażach o wejście do I ligi, zespół nie awansował.

### Sezon sportowy 1984/85
- Pierwsza drużyna kobiet startowała w rozgrywkach I ligi i spadła do II ligi. I zespół męski startował w rozgrywkach II ligi i spadł do III ligi.

### Sezon sportowy 1985/86
- Pierwszy zespół kobiecy startował w II lidze i zajął 1. miejsce, pierwszy zespół męski uczestniczył w rozgrywkach III ligi i zajął 3. miejsce.

### Sezon sportowy 1986/87
- Pierwsza drużyna kobiet w rozgrywkach II ligi zajęła 1. miejsce, pierwszy zespół męski uczestniczył w rozgrywkach III ligi i zajął 6. miejsce.

### Sezon sportowy 1987/88
- Pierwsza drużyna kobiet w II lidze zajęła 6. miejsce i spadła do III ligi, zespół męski startował w III lidze i zajął 7. miejsce.

### Sezon sportowy 1988/89
- Pierwszy zespół męski w III lidze zajął 3. miejsce.

### Sezon sportowy 1989/90
- Pierwszy zespół męski W III lidze zajął 7. miejsce i w wyniku reorganizacji ligi awansował do II ligi.

### Sezon sportowy 1990/91
- Pierwszy zespół kobiecy w lidze wojewódzkiej zajął 1. miejsce i w turnieju barażowym wywalczył awans do II ligi. Pierwszy zespół męski w II lidze zajął 9. miejsce i spadł do ligi okręgowej.

### Sezon sportowy 1991/92
- Pierwsza drużyna kobiet walczyła w II lidze i zajęła 4. miejsce, drugi zespół kobiecy wywalczył awans do II ligi.

### Sezon sportowy 1992/93
- Pierwsza drużyna żeńska w II lidze zajęła 1. miejsce i w turnieju barażowym awansowała do I ligi. Pierwszy zespół w rozgrywkach ligi wojewódzkiej zajął 6. miejsce.

### Sezon sportowy 1993/94
- Zespół kobiet startował w I lidze i zajął 8. miejsce. Pierwszy zespół męski startował w lidze międzywojewódzkiej i zajął pierwsze miejsce i zagrali w turnieju barażowym, z którego awansowali do II ligi.
- E.Karnowska (otrzymała powołanie na obóz Kadry Polski Kadetek, po obozie została powołana do reprezentacji kraju i pojechała na MM Portugalii, z których wróciła z brązowym medalem w grze podwójnej, z 5. miejscem w grze pojedynczej i z 5. miejscem w grze drużynowej).
- E.Karnowska brała udział w Mistrzostwach Europy Kadetek, które odbyły się w Paryżu.

### Sezon sportowy 1994/95
- Pierwszy zespół kobiecy grał w rozgrywkach I ligi zajął 10. miejsce, spadając do II ligi. Zespół męski startował II lidze i zajął 7. miejsce.

### Sezon sportowy 1995/96
- Pierwsza drużyna grała w II lidze i zajęła 2. W turnieju barażowym zespół nie awansował do I ligi. Drużyna Męska uczestniczyła w rozgrywkach II ligi i zajął 7. miejsce[1].

### Sezon sportowy 1997/98
- Zespół kobiecy występował w rozgrywkach II ligi i zajęły III miejsce, pierwsza drużyna męska występowała w II lidze i zajęli 4. miejsce.

### Sezon sportowy 1998/99
- Pierwszy zespół kobiecy w II lidze zajął I miejsce i zagrał w turnieju barażowy i nie awansował do I ligi. Pierwszy zespół męski grał w II lidze i zajął 3. miejsce.

### Sezon sportowy 1999/00
- Pierwszy zespół kobiecy zajął w II lidze 5. miejsce. Pierwszy zespół męski grał w II lidze i zajął 5. miejsce.

### Sezon sportowy 2000/01
- Pierwszy zespół kobiecy zajął w II lidze 3. miejsce. Pierwszy zespół męski grał w II lidze i zajął 2. miejsce i po zwycięstwie w barażu awansował do I ligi.